# Dyskografia Keri Hilson
Artykuł przedstawia całkowitą dyskografię amerykańskiej wokalistki R&B Keri Hilson. Artystka w sumie wydała dwa albumy studyjne, dziesięć solowych singli oraz dwanaście solowych teledysków dzięki wytwórni Universal Music.
Wielokrotnie opóźniany, debiutancki album studyjny Hilson In a Perfect World... wydany został dnia 24 marca 2009. Krążek zadebiutował na pozycji #4 notowania najpopularniejszych wydawnictw muzycznych w Stanach Zjednoczonych, sprzedając się w pierwszym tygodniu w postaci 94.000 egzemplarzy. Wydawnictwo promowało sześć singli, z których trzy „Turnin Me On”, „Knock You Down” oraz „I Like” znalazły się na szczytach poszczególnych zestawień. Pozostałe utwory promocyjne cieszyły się umiarkowanym sukcesem międzynarodowym. Sam album In a Perfect World... zyskał status złotej płyty w Stanach Zjednoczonych.
Najnowszym wydawnictwem wokalistki jest krążek No Boys Allowed wydany w grudniu 2010 roku. Promowany przez trzy single, album nie zyskał sukcesu komercyjnego, zajmując pozycję w Top 20 najlepiej sprzedających się krążków jedynie w rodzimym kraju artystki. Najpopularniejszym utworem promującym została kompozycja „Pretty Girl Rock” odznaczona certyfikatem złotej płyty w Nowej Zelandii.
Keri Hilson zasłynęła również jako artystka gościnnie użyczająca swego głosu w piosenkach, głównie gatunku R&B i hip hop. Debiutowała w roku 2004, w utworze „Hey Now (Mean Muggin)” Xzibita. Inną słynną kolaboracją wokalistki jest między innymi kompozycja „The Way I Are” Timbalanda.

## Albumy studyjne
| In a Perfect World...                               | - Wydany: 24 marca 2009 - Wytwórnia: Mosley / Zone4 - Format: CD, digital download                | 2  | 1 | 13 | 28 | 35 | 61 | 67 | 22 | - US: Złoto |
| No Boys Allowed                                     | - Wydany: 21 grudnia 2010 - Wytwórnia: Interscope / Mosley / Zone4 - Format: CD, digital download | 11 | 7 | –  | –  | 96 | –  | –  | 76 |             |
| „–” album nie był notowany, bądź nie został wydany. |                                                                                                   |    |   |    |    |    |    |    |    |             |

## Single
| Tytuł                                                | Rok  | Najwyższe pozycje na listach | Najwyższe pozycje na listach | Najwyższe pozycje na listach | Najwyższe pozycje na listach | Najwyższe pozycje na listach | Najwyższe pozycje na listach | Najwyższe pozycje na listach | Najwyższe pozycje na listach | Najwyższe pozycje na listach | Najwyższe pozycje na listach | Najwyższe pozycje na listach | Statusy                                      | Album                 |
| Tytuł                                                | Rok  | POL                          | US                           | US R&B                       | AUS                          | CAN                          | GER                          | IRL                          | NZL                          | SWE                          | SWI                          | UK                           | Statusy                                      | Album                 |
| ---------------------------------------------------- | ---- | ---------------------------- | ---------------------------- | ---------------------------- | ---------------------------- | ---------------------------- | ---------------------------- | ---------------------------- | ---------------------------- | ---------------------------- | ---------------------------- | ---------------------------- | -------------------------------------------- | --------------------- |
| „Energy”                                             | 2008 | –                            | 78                           | 21                           | 55                           | –                            | –                            | 42                           | 2                            | –                            | 64                           | 43                           | - NZL: Złoto                                 | In a Perfect World... |
| „Return the Favor” (featuring Timbaland)             | 2008 | –                            | –                            | –                            | 80                           | –                            | 21                           | 19                           | –                            | 30                           | –                            | 19                           | –                                            | In a Perfect World... |
| „Turnin Me On” (featuring Lil Wayne)                 | 2008 | –                            | 15                           | 1                            | –                            | 80                           | –                            | –                            | 29                           | –                            | –                            | –                            | - US: Platyna                                | In a Perfect World... |
| „Knock You Down” (featuring Kanye West & Ne-Yo)      | 2009 | –                            | 3                            | 1                            | 24                           | 9                            | 30                           | 2                            | 1                            | 11                           | –                            | 5                            | - AUS: Złoto - NZL: Platyna - US: 2× platyna | In a Perfect World... |
| „Slow Dance”                                         | 2009 | –                            | –                            | 49                           | –                            | –                            | –                            | –                            | –                            | –                            | –                            | –                            | –                                            | In a Perfect World... |
| „I Like”                                             | 2009 | 1                            | –                            | –                            | –                            | –                            | 1                            | –                            | –                            | 46                           | 5                            | 34                           | - GER: Platyna - SWI: Platyna                | In a Perfect World... |
| „Breaking Point”                                     | 2010 | –                            | –                            | 44                           | –                            | –                            | –                            | –                            | –                            | –                            | –                            | –                            | –                                            | No Boys Allowed       |
| „Pretty Girl Rock”                                   | 2010 | –                            | 24                           | 4                            | 81                           | 81                           | 14                           | 50                           | 11                           | –                            | 62                           | 53                           | - NZL: Złoto - US: Platyna                   | No Boys Allowed       |
| „One Night Stand” (featuring Chris Brown)            | 2011 | –                            | –                            | 19                           | –                            | –                            | –                            | –                            | –                            | –                            | –                            | –                            | –                                            | No Boys Allowed       |
| „Lose Control” (featuring Nelly)                     | 2011 | –                            | –                            | 77                           | –                            | –                            | –                            | –                            | 36                           | –                            | –                            | –                            | –                                            | No Boys Allowed       |
| „–” singel nie był notowany, bądź nie został wydany. |      |                              |                              |                              |                              |                              |                              |                              |                              |                              |                              |                              |                                              |                       |

### Z gościnnym udziałem
| Tytuł                                                               | Rok  | Najwyższe pozycje na listach | Najwyższe pozycje na listach | Najwyższe pozycje na listach | Najwyższe pozycje na listach | Najwyższe pozycje na listach | Najwyższe pozycje na listach | Najwyższe pozycje na listach | Najwyższe pozycje na listach | Najwyższe pozycje na listach | Najwyższe pozycje na listach | Album                          |
| Tytuł                                                               | Rok  | US                           | US R&B                       | AUS                          | CAN                          | GER                          | IRL                          | NZL                          | SWE                          | SWI                          | UK                           | Album                          |
| ------------------------------------------------------------------- | ---- | ---------------------------- | ---------------------------- | ---------------------------- | ---------------------------- | ---------------------------- | ---------------------------- | ---------------------------- | ---------------------------- | ---------------------------- | ---------------------------- | ------------------------------ |
| „Hey Now (Mean Muggin)” (Xzibit featuring Keri Hilson)              | 2004 | 93                           | 52                           | 44                           | –                            | 33                           | 14                           | 21                           | –                            | 42                           | 9                            | Weapons of Mass Destruction    |
| „Help” (Lloyd Banks featuring Keri Hilson)                          | 2006 | –                            | 77                           | –                            | –                            | –                            | –                            | –                            | –                            | –                            | –                            | Rotten Apple                   |
| „The Way I Are” (Timbaland featuring Keri Hilson & D.O.E.)          | 2007 | 3                            | 59                           | 1                            | 1                            | 5                            | 1                            | 2                            | 2                            | 3                            | 1                            | Shock Value                    |
| „Good Things” (Rich Boy featuring Polow da Don & Keri Hilson)       | 2007 | –                            | 54                           | –                            | –                            | –                            | –                            | –                            | –                            | –                            | –                            | Rich Boy                       |
| „Scream” (Timbaland featuring Keri Hilson & Nicole Scherzinger)     | 2007 | 122                          | –                            | 20                           | 41                           | 9                            | 10                           | 9                            | 8                            | 45                           | 12                           | Shock Value                    |
| „Hero” (Nas featuring Keri Hilson)                                  | 2008 | 97                           | 82                           | –                            | 60                           | –                            | 42                           | –                            | –                            | 70                           | 70                           | Untitled                       |
| „Superhuman” (Chris Brown featuring Keri Hilson)                    | 2008 | 109                          | –                            | 30                           | –                            | –                            | 15                           | 16                           | –                            | –                            | 32                           | Exclusive: The Forever Edition |
| „Numba 1 (Tide Is High)” (Kardinal Offishall featuring Keri Hilson) | 2008 | –                            | –                            | –                            | 38                           | –                            | –                            | –                            | –                            | –                            | 84                           | Not 4 Sale                     |
| „Everything, Everyday, Everywhere” (Fabolous featuring Keri Hilson) | 2009 | 103                          | 31                           | –                            | –                            | –                            | –                            | –                            | –                            | –                            | –                            | Loso’s Way                     |
| „Number One” (R. Kelly featuring Keri Hilson)                       | 2009 | 59                           | 8                            | –                            | –                            | –                            | –                            | –                            | 58                           | –                            | –                            | Untitled                       |
| „She Don’t Wanna Man” (Asher Roth featuring Keri Hilson)            | 2009 | –                            | –                            | –                            | –                            | –                            | –                            | –                            | –                            | –                            | –                            | Asleep in the Bread Aisle      |
| „Medicine” (Plies featuring Keri Hilson)                            | 2009 | –                            | 49                           | –                            | –                            | –                            | –                            | –                            | –                            | –                            | –                            | Goon Affiliated                |
| „Hold My Hand” (Sean Paul featuring Keri Hilson)                    | 2009 | –                            | –                            | –                            | 82                           | 60                           | –                            | –                            | –                            | 37                           | –                            | Imperial Blaze                 |
| „Million Dollar Girl” (Trina featuring Keri Hilson & Diddy)         | 2010 | –                            | 61                           | –                            | –                            | –                            | –                            | –                            | –                            | –                            | –                            | Amazin'                        |
| „Got Your Back” (T.I. featuring Keri Hilson)                        | 2010 | 38                           | 10                           | –                            | 48                           | –                            | 43                           | –                            | –                            | –                            | 45                           | No Mercy                       |
| „In the Air” (Chipmunk featuring Keri Hilson)                       | 2011 | –                            | –                            | –                            | –                            | –                            | –                            | –                            | –                            | –                            | 37                           | Transition                     |
| „–” singel nie był notowany, bądź nie został wydany.                |      |                              |                              |                              |                              |                              |                              |                              |                              |                              |                              |                                |

### Single charytatywne
| „Oh Africa” (Akon featuring Keri Hilson)             | 2010 | 52 | 56 | Singel charytatywny |
| „–” singel nie był notowany, bądź nie został wydany. |      |    |    |                     |

## Inne notowane piosenki
| „Get Your Money Up” (featuring Keyshia Cole & Trina) | 2009 | –  | 83 | –  | –  | –  | In a Perfect World... |
| „Liv Tonight” (Nelly featuring Keri Hilson)          | 2010 | 75 | –  | 39 | 74 | 58 | 5.0                   |
| „–” singel nie był notowany, bądź nie został wydany. |      |    |    |    |    |    |                       |

## Gościnny wokal
| Piosenka                           | Rok  | Album                       | Artysta            |
| ---------------------------------- | ---- | --------------------------- | ------------------ |
| „Hey Now (Mean Muggin)”            | 2004 | Weapons of Mass Destruction | Xzibit             |
| „Hands & Feet”                     | 2005 | W wirze (soundtrack)        |                    |
| „After Love”                       | 2006 | Press Play                  | Diddy              |
| „Help”                             | 2006 | Rotten Apple                | Lloyd Banks        |
| „Let Me Luv U”                     | 2006 | Hoodstar                    | Chingy             |
| „Good Things”                      | 2007 | Rich Boy                    | Rich Boy           |
| „Lost Girls”                       | 2007 | Rich Boy                    | Rich Boy           |
| „Hello”                            | 2007 | Shock Value                 | Timbaland          |
| „Miscommunication”                 | 2007 | Shock Value                 | Timbaland          |
| „Scream”                           | 2007 | Shock Value                 | Timbaland          |
| „The Way I Are”                    | 2007 | Shock Value                 | Timbaland          |
| „Hero”                             | 2008 | Untitled                    | Nas                |
| „Lie”                              | 2008 | Brass Knuckles              | Nelly              |
| „Superhuman”                       | 2008 | Exclusive                   | Chris Brown        |
| „Numba 1 (Tide Is High)”           | 2008 | Not 4 Sale                  | Kardinal Offishall |
| „All Eyes on Me”                   | 2009 | Til the Casket Drops        | Clipse             |
| „Everything, Everyday, Everywhere” | 2009 | Loso’s Way                  | Fabolous           |
| „Hold My Hand”                     | 2009 | Imperial Blaze              | Sean Paul          |
| „Number One”                       | 2009 | Untitled                    | R. Kelly           |
| „She Don’t Wanna Man”              | 2009 | Asleep in the Bread Aisle   | Asher Roth         |
| „The One I Love”                   | 2009 | Shock Value II              | Timbaland          |
| „I Invented Sex”                   | 2009 | Ready                       | Trey Songz         |
| „Medicine”                         | 2010 | Goon Affiliated             | Plies              |
| „Gamez”                            | 2010 | Upside Down                 | Bei Maejor         |
| „Million Dollar Girl”              | 2010 | Amazin'                     | Trina              |
| „Don’t Look Now”                   | 2010 | Free Wired                  | Far East Movement  |
| „Liv Tonight”                      | 2010 | 5.0                         | Nelly              |
| „In the Air”                       | 2011 | Transition                  | Chipmunk           |

## Teledyski
| Tytuł                 | Rok  | Reżyser           |
| --------------------- | ---- | ----------------- |
| „Energy”              | 2008 | Melina Matsoukas  |
| „Return the Favor”    | 2008 | Melina Matsoukas  |
| „Turnin Me On”        | 2008 | Erik White        |
| „Knock You Down”      | 2009 | Chris Robinson    |
| „Slow Dance”          | 2009 | Paul Hunter       |
| „I Like”              | 2009 | Aaron Platt       |
| „Change Me”           | 2010 | Sarah Chatfield   |
| „Breaking Point”      | 2010 | Bryan Barber      |
| „Pretty Girl Rock”    | 2010 | Joseph Khan       |
| „The Way You Love Me” | 2010 | Laurie Ann Gibson |
| „One Night Stand”     | 2011 | Colin Tilley      |
| „Lose Control”        | 2011 | Colin Tilley      |

### Z gościnnym udziałem
| Tytuł                              | Rok  | Reżyser          |
| ---------------------------------- | ---- | ---------------- |
| „Hey Now (Mean Muggin)”            | 2004 | Benny Boom       |
| „Help”                             | 2006 | Melina Matsoukas |
| „The Way I Are”                    | 2007 | Shane Drake      |
| „Good Things”                      | 2007 | Ulysses Terrero  |
| „Scream”                           | 2007 | Justin Francis   |
| „Hero”                             | 2008 | Taj              |
| „Superhuman”                       | 2008 | Erik White       |
| „Numba 1 (Tide Is High)”           | 2008 | Gil Green        |
| „Number One”                       | 2009 | Chris Robinson   |
| „She Don’t Wanna Man”              | 2009 | Jonathan Lia     |
| „Hold My Hand”                     | 2009 | Little X         |
| „Medicine”                         | 2009 | Yolande Geralds  |
| „Everything, Everyday, Everywhere” | 2009 | Erik White       |
| „Million Dollar Girl”              | 2010 | Gil Green        |
| „Got Your Back”                    | 2010 | Chris Robinson   |
| „Yo Side of the Bed”               | 2010 | Yolande Geralds  |
| „In the Air”                       | 2011 | Colin Tilley     |